# Bistum Valdivia

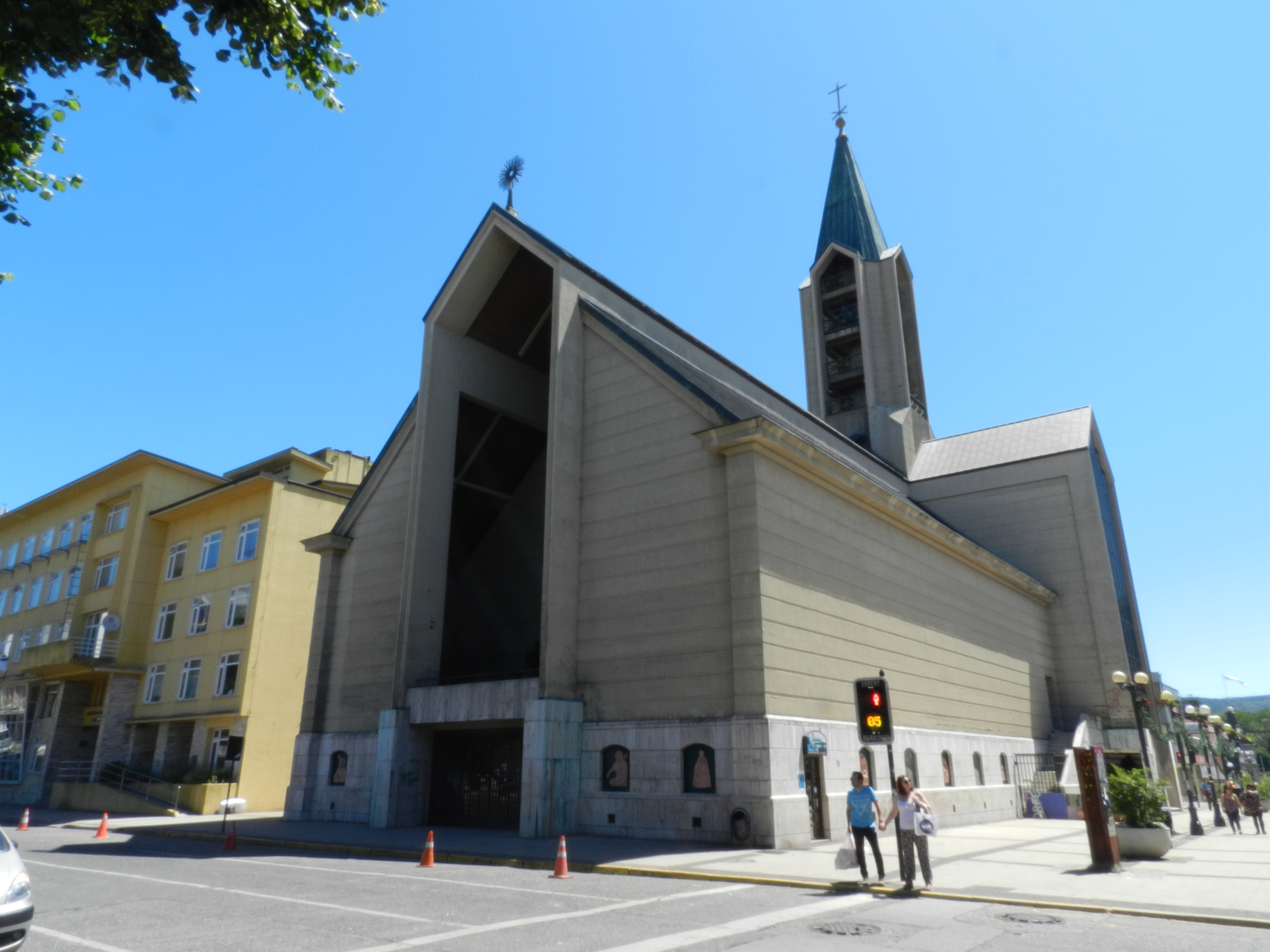
Kathedrale Nuestra Señora del Rosario in Valdivia

Das Bistum Valdivia (lat.: Dioecesis Valdiviensis, span.: Diócesis de Valdivia) ist eine in Chile gelegene Diözese der römisch-katholischen Kirche mit Sitz in Valdivia.

## Geschichte
Das Bistum Valdivia wurde am 14. Juni 1910 durch Papst Pius X. aus Gebietsabtretungen des Bistums San Carlos de Ancud als Mission sui juris Valdivia errichtet. Am 25. September 1924 wurde die Mission sui juris Valdivia zur Apostolischen Administratur erhoben.
Am 8. Juli 1944 wurde die Apostolische Administratur Valdivia durch Papst Pius XII. mit der Apostolischen Konstitution Apostolicis sub plumbo Litteris zum Bistum erhoben. Das Bistum gab am 15. November 1955 Teile seines Territoriums zur Gründung des Bistums Osorno ab. Das Bistum Valdivia ist dem Erzbistum Concepción als Suffraganbistum unterstellt. 

## Ordinarien

### Apostolische Administratoren von Valdivia
- Augusto Klinke Leier, 1910–1928
- Teodoro Eugenín Barrientos SS.CC., 1931–1942, dann Militärbischof von Chile

### Bischöfe von Valdivia
- Arturo Mery Beckdorf, 1944–1955, dann Koadjutorerzbischof von Santiago de Chile
- José Manuel Santos Ascarza OCD, 1955–1983, dann Erzbischof von Concepción
- Alejandro Jiménez Lafeble, 1983–1996
- Ricardo Ezzati Andrello SDB, 1996–2001, dann Weihbischof im Erzbistum Santiago de Chile
- Ignacio Francisco Ducasse Medina, 2002–2017, dann Erzbischof von Antofagasta
- Santiago Silva Retamales, seit 2020